# Xavier Mous
Xavier Mous (* 4. August 1995 in Haarlem) ist ein ehemaliger niederländischer Fußballspieler. Der Torhüter lief für verschiedene Klubs in seinem Heimatland auf. 

## Sportlicher Werdegang
Mous entstammt der Jugend von Ajax Amsterdam. Für die Reservemannschaft Jong Ajax bestritt er drei Spiele in der zweitklassigen Eerste Divisie, ehe er ab 2015 an den Zweitligisten TOP Oss verliehen wurde. Im Sommer 2016 verpflichtete ihn der Klub fest, wo er in den folgenden beiden Spielzeiten auflief. 2018 wechselte er innerhalb der Liga zum SC Cambuur, wo er auf Anhieb Stammspieler war und alle 38 Saisonspiele bestritt.
Im Sommer 2019 wechselte Mous in die Eredivisie und schloss sich dem PEC Zwolle an, bei dem er einen Zwei-Jahres-Vertrag mit Option auf eine weitere Spielzeit unterzeichnete. Nach 28 Ligaspielen in zwei Jahren wechselte er nach Auslaufen des Vertrags ablösefrei zum Ligakonkurrenten sc Heerenveen, der ihn ebenfalls mit einem Kontrakt mit zwei Spielzeiten Laufzeit ausstattete. Hier verdrängte er zeitweise Stammkeeper Erwin Mulder, als dieser sich verletzt hatte. Nach dessen Abschied im Sommer 2022 verpflichtete der Klub Andries Noppert von den Go Ahead Eagles, der sich im Duell um den Stammplatz zwischen den Pfosten durchsetzte.
Nachdem sein Vertrag bei Heerenveen im Sommer 2023 nicht verlängert worden war, gab Mous Im Februar 2024 bekannt, seine Karriere als Profifußballer zu beenden, um sich zukünftig voll auf seine Tätigkeit als Steuerspezialist bei Deloitte zu konzentrieren.